# Oligodesmus nitidus
Oligodesmus nitidus är en mångfotingart som beskrevs av Carl Graf Attems 1898. Oligodesmus nitidus ingår i släktet Oligodesmus och familjen orangeridubbelfotingar. Inga underarter finns listade i Catalogue of Life.